# Nội các Ý

Logo của Chủ tịch Hội đồng Bộ trưởng.

Nội các Ý hay còn được gọi Hội đồng Bộ trưởng (tiếng Ý: Consiglio dei Ministri) là cơ quan điều hành lĩnh vực hành pháp của chính phủ Ý. Hội đồng Bộ trưởng bao gồm: Chủ tịch Hội đồng (Thủ tướng), các bộ trưởng, thứ trưởng. Bộ trưởng cao cấp (tiếng Ý: sottosegretari) là một phần của chính phủ nhưng không phải là thành viên của Hội đồng Bộ trưởng. 

## Lịch sử
Hội đồng Bộ trưởng được thành lập theo Đạo luật Albertine năm 1848 của vương quốc Sardinia. Trên thực tế đạo luật sau này đã trở thành Hiến pháp của Vương quốc Ý, chức vụ được thành lập ủy nhiệm cho các Bộ trưởng, các bộ trưởng thay vì tổ chức các cuộc họp chung phải chịu trách nhiệm về sự hoạt động của mình.
Các Hội đồng sau đó được hình thành theo các cách thông thường, đáp ứng sự cần thiết và chính sách hoạt động của Chính phủ; theo cách khác Thủ tướng Chính phủ nổi lên là người điều phối hoạt động của từng bộ trưởng.

## Cơ cấu
Hội đồng Bộ trưởng bao gồm:
- Chủ tịch Hội đồng Bộ trưởng do Tổng thống Cộng hòa bổ nhiệm sau khi tham khảo ý kiến của đa số Nghị viện
- Nội các, được bổ nhiệm bởi Tổng thống Cộng hòa theo đề nghị của Chủ tịch Hội đồng.

Tất cả các thành viên Hội đồng trước khi nhậm chức đều tuyên thệ trước Tổng thống Cộng hòa.
Thống đốc các vùng hành chính, và vùng tự trị đặc biệt có quyền tham dự các phiên họp của Hội đồng nếu nó liên quan tới vấn đề khu vực chung hoặc vùng quản lý. Trong khi Thống đốc vùng tự trị đặc biệt Sardegna, Trentino-Alto Adige/Südtirol, Aosta Valley và Friuli-Venezia Giulia chỉ có quyền tham vấn, còn Thống đốc Sicily có quyền bầu cử Lập pháp.

## Chức năng
Hội đồng Bộ trưởng là cơ quan hành pháp, thực hiện các chính sách quốc gia cụ thể. Chức năng của Hội đồng được Hiến pháp quy định là:
- Quyền lập pháp

Hội đồng Bộ trưởng có quyền sáng lập dự thảo luật trình 2 viện Nghị viện
- Quyền thi hành

Hội đồng Bộ trưởng có quyền thi hành các văn bản luật. Nó ban hành Nghị định để thi hành hoặc giám sát thi hành văn bản luật do Nghị viện ban hành. 

## Nhiệm vụ
Nhiệm vụ của Chủ tịch và thành viên Hội đồng Bộ trưởng:
- Chủ tịch chỉ đạo các chính sách chung của Chính phủ và chịu trách nhiệm. Bảo đảm sự thống nhất trong chính sách chính trị và hành chính, thúc đẩy và điều phối hoạt động của các Bộ trưởng.
- Bộ trưởng chịu trách nhiệm trước Hội đồng Bộ trưởng, và từng cá nhân trong việc điều phối quản lý từng Bộ.

## Mối quan hệ với cơ quan khác

### Lập pháp
Mối quan hệ lập pháp là quan hệ chung với Nghị viện. Đây là sự giằng buộc của Hội đồng với Nghị viện. Bởi vì Hội đồng cần sự ủng hộ của cả hai viện để điều hành chính phủ, nên đa số Hội đồng đều do liên minh đa số Hạ viện thành lập.
Hội đồng chịu trách nhiệm trước Nghị viện.

### Tổng thống
Tổng thống có quyền bổ nhiệm hoặc bãi nhiệm Chủ tịch và thành viên của Hội đồng Bộ trưởng.

### Tư pháp
Các thẩm phán được tổ chức chung với Bộ Tư pháp, nhưng các thẩm phán độc lập với tất cả các cơ quan của Nhà nước. Thực hiện thành lập Hội đồng Tư pháp, nhằm bãi nhiệm bất cứ quyền bổ nhiệm, điều động, thi hành, xử lý các vi phạm của thẩm phán.

## Danh sách Bộ trưởng hiện tại
Chính phủ Ý hiện nay do Matteo Renzi lãnh đạo. Tính đến tháng 4/2015 có 16 bộ trưởng và 3 bộ trưởng không bộ.
| Chính đảng |                     | Đảng Dân chủ |
| Chính đảng | Trung hữu mới       |              |
| Chính đảng | Không đảng phái     |              |
| Chính đảng | Tiếng nói công dân  |              |
| Chính đảng | Liên minh trung hữu |              |

| Bộ                                                           | Bộ trưởng                          | Bộ trưởng | Đảng            |
| ------------------------------------------------------------ | ---------------------------------- | --------- | --------------- |
| Chủ tịch Hội đồng Bộ trưởng (Thủ tướng)                      | Matteo Renzi                       |           | PD              |
| Thư ký nhà nước Thủ tướng Chính phủ                          | Claudio De Vincenti                |           | PD              |
| Bộ trưởng các Bộ                                             |                                    |           |                 |
| Bộ trưởng Bộ Nội vụ                                          | Angelino Alfano                    |           | NCD             |
| Bộ trưởng Bộ Ngoại giao                                      | Paolo Gentiloni                    |           | PD              |
| Bộ trưởng Bộ Quốc phòng                                      | Roberta Pinotti                    |           | PD              |
| Bộ trưởng Bộ Tư pháp                                         | Andrea Orlando                     |           | PD              |
| Bộ trưởng Bộ Kinh tế và Tài chính                            | Pier Carlo Padoan                  |           | Không đảng phái |
| Bộ trưởng Bộ phát triển kinh tế                              | Federica Guidi                     |           | Không đảng phái |
| Bộ trưởng Bộ Hạ tầng và giao thông vận tải                   | Graziano Delrio                    |           | PD              |
| Bộ trưởng Bộ Nông nghiệp, thực phẩm và chính sách lâm nghiệp | Maurizio Martina                   |           | PD              |
| Bộ trưởng Bộ Giáo dục, Đại học và Nghiên cứu                 | Stefania Giannini                  |           | PD              |
| Bộ trưởng Bộ Lao động và chính sách Xã hội                   | Giuliano Poletti                   |           | Không đảng phái |
| Bộ trưởng Bộ Môi trường, bảo vệ đất và biển                  | Gian Luca Galletti                 |           | UdC             |
| Bộ trưởng Bộ Di sản và hoạt động văn hóa và Du lịch          | Dario Franceschini                 |           | PD              |
| Bộ trưởng Bộ Y tế                                            | Beatrice Lorenzin                  |           | NCD             |
| Bộ trưởng không bộ                                           |                                    |           |                 |
| Bộ trưởng cải cách Hiến pháp và quan hệ Nghị viện            | Maria Elena Boschi                 |           | PD              |
| Bộ trưởng Đơn giản hóa hành chính công cộng                  | Marianna Madia                     |           | PD              |
| Bộ trưởng các vấn đề khu vực                                 | Maria Carmela Lanzetta (2014-2015) |           | PD              |